# الأزمة السياسية في السلفادور 2021

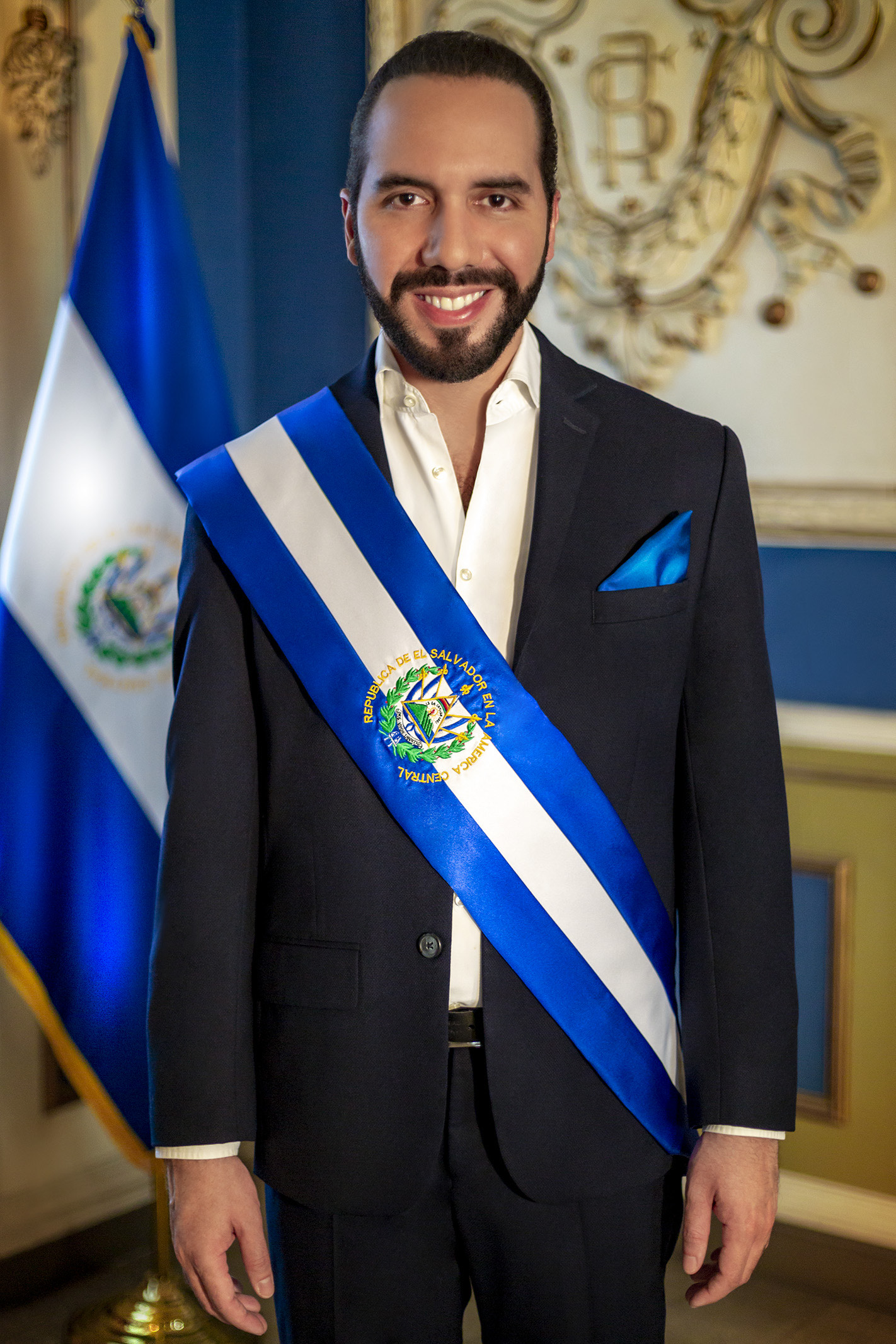
نجيب بقيلة

الأزمة السياسية في السلفادور 2021 حدثت أزمة سياسية في السلفادور في 1 مايو 2021 عندما صوتت الجمعية التشريعية في السلفادور على عزل العديد من القضاة من المحكمة العليا وإقالة المدعي العام في السلفادور، وكلاهما كان من المعارضين الصريحين لرئاسة نجيب بقيلة. تمت الإشارة إلى هذا الحدث باعتباره انقلابًا ذاتيًا من قبل المعارضة ووسائل الإعلام الإخبارية بسبب الإجراء نفسه ولكن أيضًا بسبب الأزمة السياسية السلفادورية لعام 2020 في العام السابق، حيث أمر بقيلة الجنود بالانضمام إلى الجمعية التشريعية، والتي قامت أيضًا تم وصفه بأنه انقلاب ذاتي.

## خلفية
في 9 فبراير 2020 أمر الرئيس السلفادوري بقيلة 40 جنديًا بدخول المجلس التشريعي للضغط على نوابه للتصويت لصالح طلب قرض بقيمة 109 ملايين دولار من الولايات المتحدة من أجل دعم خطته للمراقبة الإقليمية، وهو إجراء لإنفاذ القانون ضد الجريمة في السلفادور. جلس على كرسي ماريو بونس رئيس المجلس التشريعي وبعد بضع دقائق خرج من المجلس التشريعي وأبلغ حشدًا من المؤيدين: «سنعطي هؤلاء الأوغاد أسبوعًا وإذا لم يفعلوا ذلك وافق على الخطة بحلول ذلك الوقت، ودعناهم إلى الاجتماع مرة أخرى»، في إشارة إلى السياسيين الذين يحتاجهم للموافقة على طلب القرض.
تشكلت احتجاجات صغيرة ضد بقيلة في أعقاب الحادث، المعروف في السلفادور باسم 9-F، ومع ذلك تحدث العديد من السلفادوريين على وسائل التواصل الاجتماعي لدعم بقيلة. أدان المشرعون والمعارضة السياسية عمل بقيلة باعتباره محاولة انقلاب. كما أدانت المحكمة العليا في السلفادور عمله ومنعته من الاتصال بالجمعية التشريعية وحظرت على وزارة الدفاع القيام بأي أعمال لا يسمح بها الدستور. تم الاستشهاد بالحادث كحالة تراجع ديمقراطي في السلفادور.
أثناء وباء كوفيد 19 في السلفادور أمر بقيلة الشرطة المدنية الوطنية باعتقال الأشخاص لانتهاكهم أوامر الإغلاق. قضت المحكمة الدستورية وهي جزء من المحكمة العليا بأن اعتقال المواطنين لمخالفتهم أوامر الإغلاق غير قانوني، ومع ذلك رفض بقيلة حكم المحكمة علنًا وتجاهله. في 8 نوفمبر 2020 فتح راؤول ميلارا المدعي العام للسلفادور تحقيقات في عشرين مؤسسة حكومية في رئاسة بقيلة بتهمة الفساد.

## الأزمة
في 28 فبراير 2021 أسفرت الانتخابات التشريعية السلفادورية لعام 2021 عن فوز حزب نويفاس آيدياس حزب بقيلة السياسي الذي فاز بـ 56 مقعدًا من مقاعد الجمعية التشريعية البالغ عددها 84 مقعدًا. بدأت الجلسة الجديدة للجمعية التشريعية في 1 مايو 2021. انتهت فترة بونسي كرئيس للجمعية التشريعية بالدورة الجديدة للهيئة التشريعية، وصوتت الجلسة الجديدة في إرنستو كاسترو كرئيس جديد للجمعية التشريعية بهامش 64 صوتًا لصالح وامتناع 20 عن التصويت.
بعد تصويت كاسترو صوتت الجمعية التشريعية بعد ذلك على عزل جميع قضاة المحكمة الدستورية العليا الخمسة الذين عارضوا بقيلة في الماضي، مشيرة إلى أنهم سبق لهم «إصدار قرارات تعسفية». انتهى التصويت مع 64 لصالح و19 في المعارضة وامتناع شخث عن التصويت. صرحت إليسا روساليس إحدى قيادات موفياس أن هناك «دليلًا واضحًا» على أن القضاة أعاقوا سلوك الحكومة وأنه يجب عزلهم لحماية الجمهور. بعد التصويت مباشرة قرر القضاة الخمسة أن التصويت غير دستوري ولكن تم عزل القضاة على أي حال. القضاة الذين تم عزلهم هم أوسكار أرماندو بينيدا نافاس رئيس المحكمة العليا، وألدو إنريكي قادر وكارلوس سيرجيو أفيليس وكارلوس إرنستو سانشيز ومارينا دي خيسوس مارينكو.
في وقت لاحق من نفس اليوم صوتت الجمعية التشريعية أيضًا على عزل ميلارا من منصب المدعي العام وقدم استقالته لاحقًا. تم تعيين خمسة قضاة جدد في 3 مايو 2021 وجميعهم من أنصار بقيلة. القضاة الجدد هم أوسكار ألبرتو لوبيز جيريز الذي حل محل بينيدا نافاس كرئيس للمحكمة العليا، ولويس خافيير سواريز ماجانا وهيكتور ناحوم غارسيا وخوسيه أنجيل بيريز تشاكون وإلسي دوينياس لوفوس.

## العواقب وردود الفعل
تم تصنيف التصويت خارج القضاة والمدعي العام على أنه انقلاب وانقلاب ذاتي وقوة واستيلاء على السلطة من قبل العديد من المنافذ الإخبارية والمعارضة السياسية في السلفادور لأنها أعطت بقيلة وحزب نيوفاس زيادة في القوة السياسية. كما تم تصنيفها على أنها «تهديد للديمقراطية».
صرّح رينيه بورتيو النائب عن التحالف الجمهوري الوطني: «ما حدث الليلة الماضية في المجلس التشريعي بأغلبية منحها الشعب من خلال التصويت، هو انقلاب». العديد من أنصار بقيلة وأتباعه دعموا القوات المسلحة للسلفادور والشرطة المدنية الوطنية إجراءات الجمعية التشريعية.